# Seweryn Berson

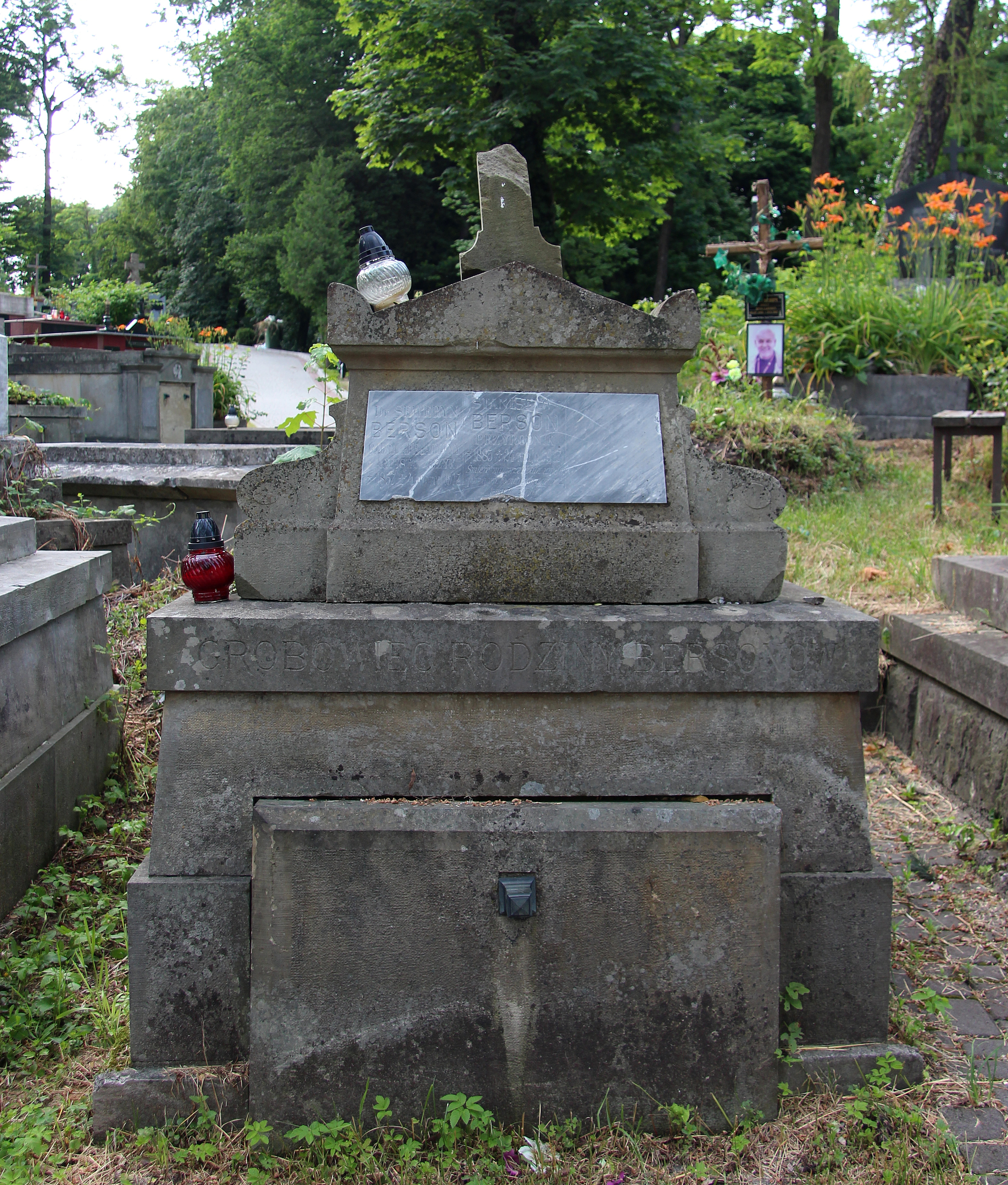
Grób Seweryna Bersona

Seweryn Berson (ur. w 1858 w Nowym Sączu, zm. 4 marca 1917 we Lwowie) – polski kompozytor, krytyk muzyczny i prawnik.

## Życiorys
Ukończył studia na Wydziale Prawa Uniwersytetu Jagiellońskiego. Początkowo był adwokatem w Przemyślu, następnie sędzią we Lwowie i radcą Wyższego Sądu Krajowego. Za radą Ignacego Jana Paderewskiego uczył się przez cztery lata kompozycji u Heinricha Urbana w Berlinie. Był prezesem Lwowskiego Towarzystwa Śpiewaczego „Echo”, dyrygentem zespołu Filharmonii Lwowskiej (przy Teatrze Wielkim we Lwowie), oraz drugim dyrygentem Polskiego Towarzystwa Śpiewaczego „Lutnia-Macierz”. Był także recenzentem muzycznym „Nowej Reformy” w Krakowie, następnie „Gazety Lwowskiej” i tamtejszej „Gazety Porannej”. Został prezesem powstałego w 1906 Klubu Cyklistów i Motorzystów we Lwowie.
Zmarł we Lwowie. Został pochowany na Cmentarzu Łyczakowskim we Lwowie.

## Twórczość
Komponował pieśni, utwory na chór męski, utwory fortepianowe i orkiestrowe. Napisał ilustracje muzyczne do kilku dramatów oraz operetki: Żołnierz królowej Madagaskaru i Lekcja tańców (do libretta M. Winiarskiego, której premiera odbyła się we Lwowie w roku 1902). Jego utwory wykonywano w teatrach w Krakowie i we Lwowie. Pisywał także libretta do operetek i oper, m.in. do „baśni fantastycznej w 3 aktach – Szklanej góry”.

## Źródła
- Kornel Michałowski, Opery polskie, Warszawa. PWM, 1954, s. 74 i 114.